# Phalloptychus
Phalloptychus is een geslacht van straalvinnige vissen uit de familie van de levendbarende tandkarpers (Poeciliidae).

## Soorten
- Phalloptychus eigenmanni Henn, 1916
- Phalloptychus januarius (Hensel, 1868)